# Hospital Materno Infantil San Roque

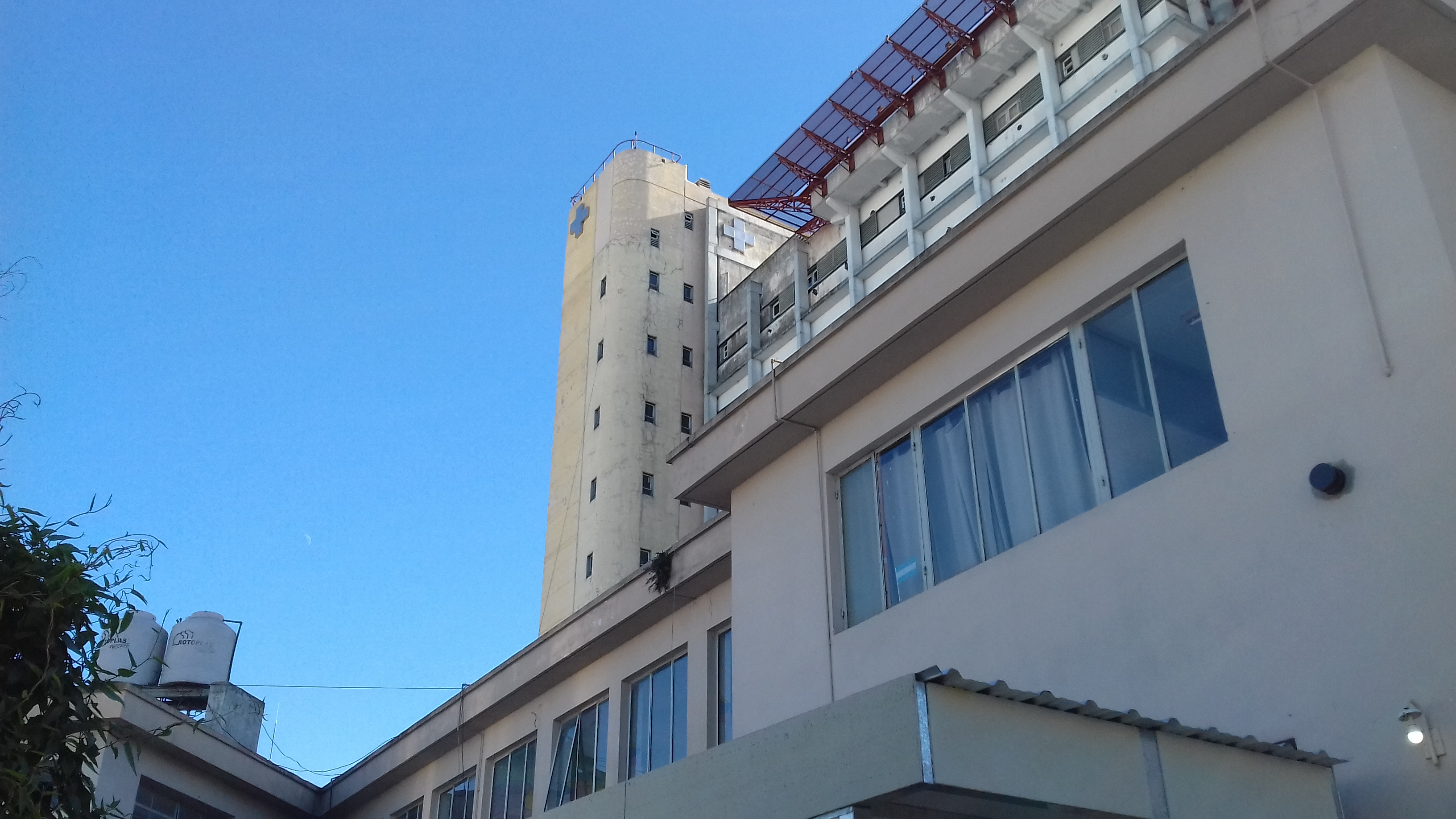
Torre del Hospital San Roque

El Hospital Materno Infantil San Roque cuenta con una extensa trayectoria en el cuidado de la salud materno-infantil en la Provincia de Entre Ríos. Hace más de un siglo surgió como el primer centro pediátrico de la ciudad de Paraná y, desde, aproximadamente, 50 años, es el principal centro obstétrico de la Provincia de Entre Ríos. Actualmente recibe derivaciones e interconsultas de todo el territorio provincial.  Brinda atención especializada a mujeres y niños hasta los 15 años. Además cuenta con un fructífero trabajo a nivel científico y docente, siendo una institución formadora en diversas especialidades. Cuenta con una planta de alrededor de 1500 trabajadores, de los cuales 900 corresponden a profesionales (300 médicos de distintas especialidades, 200 profesionales de distintas disciplinas y 300 enfermeros) y 600 a personal administrativo y de maestranza. 
Tiene una capacidad aproximada de 140 camas, distribuidas de la siguiente manera:  
-Obstétricas: 40 (30 en puerperio y 10 en preparto) 
-Pediátricas: 100 (12 intensivas pediátricas; 3 en cuidado paliativos; 10 en la Sala de Onco-hematología). 

## Historia
El Hospital Materno Infantil San Roque tiene más de cien años de historia. A lo largo de su vida ha pasado por numerosas transformaciones edilicias y organizacionales. Es una institución que fue creada a partir de la inquietud de la comunidad por el cuidado de la salud de sus niños. 
A comienzos del siglo XX, en la ciudad de Paraná existía un grupo de mujeres organizadas para brindar ayuda a la población más vulnerable. Nucleadas bajo el nombre de Sociedad de Beneficencia Fundadora, detectaron la necesidad de crear una institución para colaborar con la lactancia de los bebés, cuyas madres no producían leche materna y no contaban con la posibilidad económica de contratar una nodriza. A esa idea se le sumó la de contar con un Hospital de Niños, tan necesario en un contexto que evidenciaba una gran mortalidad infantil. 
En la sesión del 15 de diciembre de 1907, la Sociedad autorizó a su presidenta, Doña Dolores Parera de Auli, a comprar un terreno para la construcción del Hospital de Niños y Gota de Leche “San Roque”. “El terreno se adquirió en 1908, estableciéndose las alcancías públicas como medio de aportar recursos para la sociedad patrocinante”.
Cartas de aquella época expresan que el sector de la ciudad dónde se ubicaba el terreno era por ese entonces zona de pantanos,  basurales y tierra removida, lo que hacía que en los días de lluvia la única forma de llegar fuera en carretas de bueyes.
El 25 de mayo de 1908 se colocó la Piedra Fundamental en el terreno ubicado entre las calles La Rioja y San Luis. En el acto, el discurso estuvo a cargo del Dr. Carlos de Elía quien destacó la importancia de la labor solidaria y filantrópica de las damas. Estuvieron presentes autoridades nacionales y provinciales, junto al obispo diocesano, y una gran concurrencia de público paranaense. 

El próximo paso fue confeccionar los planos para la construcción del edificio que oficiaría de hospital y gota de leche. Una vez aprobados, se llamó a licitación para concretar la obra. El texto de la misma expresaba: 
“Licitación - Sociedad de Beneficencia Fundadora
 De acuerdo con lo resuelto por la Comisión Directiva de la Sociedad de Beneficencia Fundadora, llámese a licitación por el término de quince días para la construcción de los pabellones del Hospital de Niños y Gota de Leche, de conformidad a los planos y pliegos de especificaciones que pueden verse en casa de la señora presidente, calle Gualeguaychú número 69. La Sociedad se reserva el derecho de aceptar la propuesta que considere más ventajosa o de rechazarlas a todas si lo creyere conveniente.
Paraná, Diciembre de 1908. Mercedes D. de Gzez. Calderón - Pro Secretaria” 
La tarea se asignó a los arquitectos Fasiolo y Stori de la Capital Federal y,  a su vez, en marzo de 1909 se conformó una comisión para asesorar a la Sociedad de Beneficencia, integrada por el Dr. Miguel Laurencena, el Dr. Carlos D. Elia, el Ing. César Menegazzo, el Dr. Francisco Medus y don Julio P. Parera. 
Finalmente el contrato para la construcción del primer pabellón se firmó con el constructor Pablo Natalí, mientras que la construcción del segundo estuvo a cargo del Ing. César Menegazzo. 
En la sesión de la Sociedad de Beneficencia, con fecha de agosto de 1911, su presidenta doña Justa V. de Elía anunció que estaban finalizados los dos pabellones proyectados. Además estaba concluida la construcción de las reparticiones para la dirección y la administración, dependencia del servicio, obras sanitarias, la  nivelación y cercado del terreno: el Hospital de Niños y Gota de Leche estaba en condiciones de ser inaugurado. 
Debido a la necesidad de atención a los niños de la ciudad, la institución comenzó a funcionar inmediatamente y la inauguración oficial se dilató un año. El Dr. Francisco D. Medus fue designado como director para poner en marcha la institución: fue él quien presentó el reglamento interno y organizó los primeros servicios.  
El 15 de mayo de 1912, la Sociedad de Beneficencia definió que la institución se denominaría “Hospital de Niños y Gota de Leche San Roque”. 
La inauguración se realizó el 17 de noviembre de 1912. En el acto, el nuevo edificio fue bendecido por el obispo diocesano, quien estuvo acompañado por los padrinos y madrinas: las señoras socias fundadoras y las de la comisión directiva, con sus respectivos maridos.  
La institución de salud administrada por la Sociedad de Beneficencia quedó definitivamente habilitada el 1 de septiembre de 1915. Para ese entonces llegó a la ciudad el médico Alberto Sobral, quien asumió la dirección de la institución y fue el único médico del hospital durante los siguientes 9 años. 

Una carta del Dr. Sobral, que se publicó en el libro “Páginas de Oro de la Ciudad de Paraná en su primer centenario 1826 - 1926”, nos permite conocer cómo fueron esos tiempos inaugurales para la medicina y la atención hospitalaria de los niños en Paraná.
  “Abrimos las puertas de una casa que tenía que inspirar confianza a la gente que tenía que dejar sus niños en ella, bajo el cuidado de personas extrañas, infringiendo viejas costumbres. Abrimos esas puertas ante muchas indiferencias y muchos deseos de fracaso: era un hospital de niños sin el hábito de las hermanas y sin la decoración de los íconos: no hacía ese trabajo un hijo de la ciudad, y ni siquiera un médico arraigado en ella, y a pesar del escepticismo, la indiferencia y la suspicacia, llegamos a fuerza de trabajo y de energía a llenar un enorme vacío en la Sociedad, satisfacer, en una gran parte de la Provincia una necesidad económica y social.
El Hospital de Niños se impuso en esta gran aldea, donde se ha llegado hasta la barbaridad de pedir, para ciertas personas, permisos especiales para curar, dado el enorme prestigio de sus curas, a pesar de ser completamente analfabetas.
Si bien es cierto muchas veces hemos sido combatidos por tal o cual orientación que no vislumbraban espíritus aldeanos, también es verdad que el pueblo de Paraná acompañó en toda hora su pequeño Hospital de Niños, y puede decirse, cuando el subsidio llegaba tarde o era escaso, o cuando se necesitó imperiosamente de su ayuda, el pueblo reemplazó al rico y con su pequeña dádiva, muchas veces multiplicada, hizo lo que no han hecho las grandes fortunas, que todavía no han podido gravar un nombre en el frontispicio de ninguna sala de sus hospitales”.

 En la misma carta el Dr. Sobral presenta un informe de las atenciones que se realizaron en el hospital desde septiembre de 1916 a 1926, comenzando con 1348 atenciones por consultorio externo en el primer año, y finalizando con 7712 atenciones en 1926.
 Hacia 1920 se dispuso la piedra fundamental de la “Sala Urquiza”, ya que era necesaria una ampliación. En 1924 se construyeron las salas de operaciones y esterilizaciones, la morgue y un subsuelo.
 Ya para 1926 el hospital contaba con un pabellón subdividido por dos tabiques de vidrio, que conformaban tres salas con capacidad para 30 pacientes, una de ellas destinadas a cunas para lactantes solamente; dos habitaciones con cuatro cunas reservadas para enfermos graves y sus acompañantes; consultorios externos; sala de lactantes con sus madres; instrumental quirúrgico; rayos; laboratorio y fotografía. 
 A su vez un pabellón más pequeño era utilizado como sala de aislamiento: tenía con capacidad para diez camas y era muy utilizado en épocas de epidemias; consultorios externos; sala de lactantes con sus madres; instrumental quirúrgico; rayos; laboratorio; y fotografía. 
 Además del Dr. Sobral, se incorporaron más tarde dos médicos internos: los doctores Generoso Schiavone y Alberto Guzmán.  
 Durante los próximos años el  
Hospital de Niños fue dirigido por Alberto Guzmán  (1926 - 1928); Luis A. Varisco (1928 - 1930); Luis A. Iribarren (1930-1932); Emilio Icasati (1932-1933); Generoso Schiavone (1933-1936); Luis A. Iribarren nuevamente en 1936; también interinamente ocupó el cargo la Dra. Elizabeth López Meneclier.
 Para fines de la década del `30 funcionaban las salas de Clínica Médica, a cargo del Dr. Francisco Idelshon; Clínica de Enfermedades Infecciosas dirigida por el Dr. José M. Rodríguez; y Clínica Quirúrgica con su jefe el Dr. Alejandro Gesino. 
 Ya en 1947 el Hospital cumplió 35 años de vida. Para ese entonces contaba con 120 camas, y estaba a cargo del Dr. Ovidio Rosas Costa. Los servicios que brindaban atención a la comunidad eran los siguientes: Sala de clínica médica, jefe Dr. Luis Zaidenberg; Sala de cirugía, jefe Dr. Ovidio Rosas Costa; adscripto Dr. Elías Roffé; Sala de infecciosas, jefe Dr. José María Rodríguez; Radiografía, Jefe Dr. Ángel Ríos; Consultorio interno, Jefe Dr. Julián Obaid, adscriptos los Dres. Alfonso Manuele, Francisco Idhelson, Luis Zaidenberg, Rosas Costas, Elías Roffé; Garganta, nariz y oído, jefe Dr. Juan Arcioni, adscriptos: Doctores Basaldúa y Guillerno Brodsky; Consultorio odontológico Dr. Miguel E. Zeballos, adscriptos: Emanuel Wybert; Laboratorio de análisis, Jefe Dr. César A. Ara, adscripta Dra. Laura Varela. 
 Ese año, solo en el mes de octubre, los consultorios externos atendieron a 900 pacientes, hospitalizándose en el mismo período un total de 73 personas en las distintas salas.
 

 El mantenimiento y el financiamiento de los gastos necesarios para el funcionamiento del hospital era aportado, en parte, por la Nación, la Provincia y el Municipio (el 54%); el resto (46%) era cubierto por la Sociedad de Beneficencia Fundadora, garantizando de este modo la atención de la salud de los niños de la ciudad y la zona.
 El Hospital también contaba con patios soleados y un parque con juegos mecánicos “dónde ha de completarse la recuperación de la salud dando rienda suelta a su inquietud infantil”. 
 En diciembre de ese mismo año también se inauguró la “Poufonier”, un espacio para el cuidado de los niños cuyas madres trabajaban y tenían que dejar a sus hijos con otras personas durante el horario laboral. 
 Del recurso humano con el que contaba el hospital, sólo cuatro de sus médicos tenían un sueldo por parte del Estado, el resto trabajaban ad-honorem. 42 empleados que recibían sus sueldos “de acuerdo al arancel fijado por el Sindicato de Enfermería” completaban la nómina de trabajadores. Además, colaboraban con la atención y el cuidado de los pacientes un grupo de Hermanas de Caridad Terciarias Franciscanas, con títulos de enfermeras nacionales.  

### Traspaso al Gobierno Provincial
La Sociedad de Beneficencia Fundadora se hizo cargo de la administración del Hospital de Niños San Roque hasta 1950. El 21 de agosto de ese año se reunió en asamblea para determinar la entrega del Hospital de Niños San Roque al Gobierno de la Provincia. El Decreto N.º 3353/1950 expresaba que  
“la situación económica por la que atraviesa la sociedad mencionada no le permite continuar con la prestación de los servicios médico-asistenciales y hacer frente a las erogaciones que el hospital demanda”. 
 De este modo el Gobierno de Entre Ríos acepta la transferencia a favor de la provincia del Hospital de Niños “San Roque”, “así como todos los bienes muebles, inmuebles, semovientes, etc. afectados a sus servicios, resuelta en asamblea general ordinaria” y se compromete a mejorar los servicios que se prestan y adaptarlos para lograr cubrir las necesidades de la población.

### La mudanza a la “Escuela Hogar”
Con el paso de los años fue necesaria otra ampliación de la estructura edilicia del hospital. Para poder llevar adelante la obra fue necesario trasladar la atención e internación a otros espacios: durante esos años los consultorios externos y las salas de internación pediátricas funcionaron en las actuales galerías del Hospital Pascual Palma, por eso el recuerdo de muchos paranaense vinculan al Hospital San Roque con el Complejo Escuela Hogar “Eva Perón” (ubicada en el mismo predio que el Hospital Pascual Palma).
 Una vez finalizada la obra, se organizaron todos los servicios en las nuevas instalaciones del Hospital San Roque. En esa misma mudanza también se trasladó, a los nuevos edificios, el servicio de Maternidad del Hospital San Martín. Según el archivo fotográfico del Museo Martiniano Leguizamón, la inauguración se realizó el 30 de diciembre de 1970. 

### El camino hacia la atención de mayor complejidad
La década del `80 también trajo mejoras e inició un camino hacia una atención de mayor complejidad. Entre los hitos de aquel momento se destacan la creación de la Unidad de Terapia Intensiva, siendo la primera pública pediátrica de Entre Ríos. En 1988 se inauguró el Sistema de Residencias en la Provincia de Entre Ríos, y al año siguiente inició la Residencia de Pediatría con sede en nuestro hospital. En 1988, también, se creó la guardia activa del Servicio de Neonatología del Hospital. Todos estos avances fueron promovidos y apoyados por la Sociedad Argentina de Pediatría - Filial Río Paraná.
 Ya en la década del `90, comenzó la construcción de la torre que hoy permite ubicar rápidamente al Hospital San Roque en la geografía urbana paranaense. Esta importante obra fue una iniciativa de la Asociación de Familiares y Amigos de Ayuda al Enfermo Hematooncológico de Entre Ríos (Faheer), en 1995. Durante la planificación del proyecto se tomaron en cuenta las necesidades de los profesionales de cada especialidad, por ello cada piso presenta características propias. La obra comenzó en marzo de 1997 y fue necesario demoler una parte de la antigua edificación. Se construyeron 8 pisos, una planta baja con túneles de evacuación y un subsuelo. La torre fue inaugurada en el año 2000.

## Actualidad

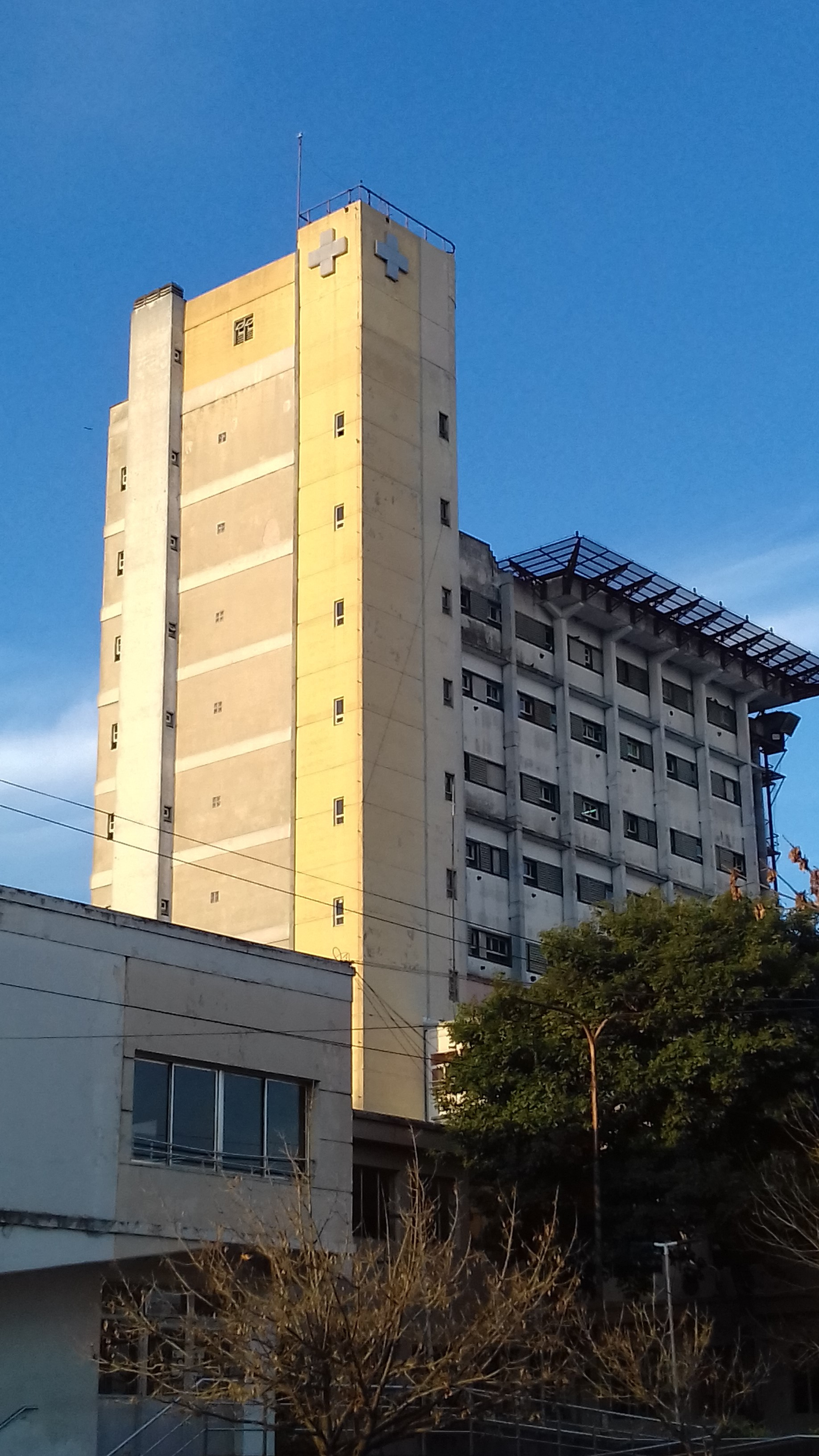
Torre del Hospital Materno Infantil San Roque - Paraná

El Hospital Materno Infantil San Roque trabaja día a día para mejorar la calidad de los servicios que ofrece, capacitando a sus trabajadores, e incorporando tecnología biomédica de última generación. Brinda atención en 48 especialidades y cuenta con guardias activas en pediatría y obstetricia las 24 hs. 
Posee un Servicio de Hemoterapia, que es modelo en la provincia, con recurso humano especializado y equipamiento con capacidad de procesar hemocomponentes, realizar la separación celular, junto a otros procedimientos de alta complejidad. Recibe a donantes voluntarios de sangre durante todo el año. 
El Hospital es sede formadora en las especialidades de Pediatría, Terapia Intensiva Infantil, Tocoginecología, Obstetricia Comunitaria, Neonatología, Cirugía Infantil, Otorrinolaringología y Odontología Comunitaria. 
Como toda institución de salud moderna, cuenta con cuatro Comités que colaboran en el trabajo diario, en diferentes áreas: Comité de Bioética; Comité de Control de Infecciones; Comité de Docencia e Investigación y Comité de Mortalidad.
El Hospital forma parte de la red de Telesalud y Comunicación a Distancia, que es utilizada para recibir/brindar asesoramiento sobre el abordaje clínico de un paciente; coordinar, dirigir o construir estrategias sanitarias; capacitar a los trabajadores y/o difundir conocimiento generado en la institución; realizar atenciones y seguimientos a los pacientes. 
También funcionan programas que posibilitan la ejecución de políticas públicas sanitarias, como el Programa de Pesquisa Neonatal de la Provincia de Entre Ríos “Programa Juan”, Programa Sonreír, Cardiopatías Congénitas, Sistema de Atención a las Maloclusiones (SAM), Prevención de Caries en Discapacidad (Pre.Ca.Di.)

## Estructura
El Hospital Materno Infantil San Roque es un hospital público, descentralizado, financiado por la Provincia de Entre Ríos. Se encuentra en un proceso de modernización de su estructura organizacional basada en la profesionalización del personal y la informatización de los procesos en diversas áreas. 

## Otros servicios
Al ser un Hospital Materno-Infantil, muchas veces los niños deben permanecer junto a sus padres en la institución por varios días para poder realizar sus tratamientos y mejorar su salud. Por ello, dentro del predio se ubica una casa para las madres con niños en internaciones prolongadas, que no residen en la ciudad de Paraná. Además, existe un espacio para que se alojen los padres de los bebés internados en el Servicio de Neonatología; y otro en el cual pueden permanecer los padres de pacientes oncológicos y que se encuentran en terapia intensiva.  

## Equipo directivo[17]
- Director: Bioing. Rodolfo Ramírez

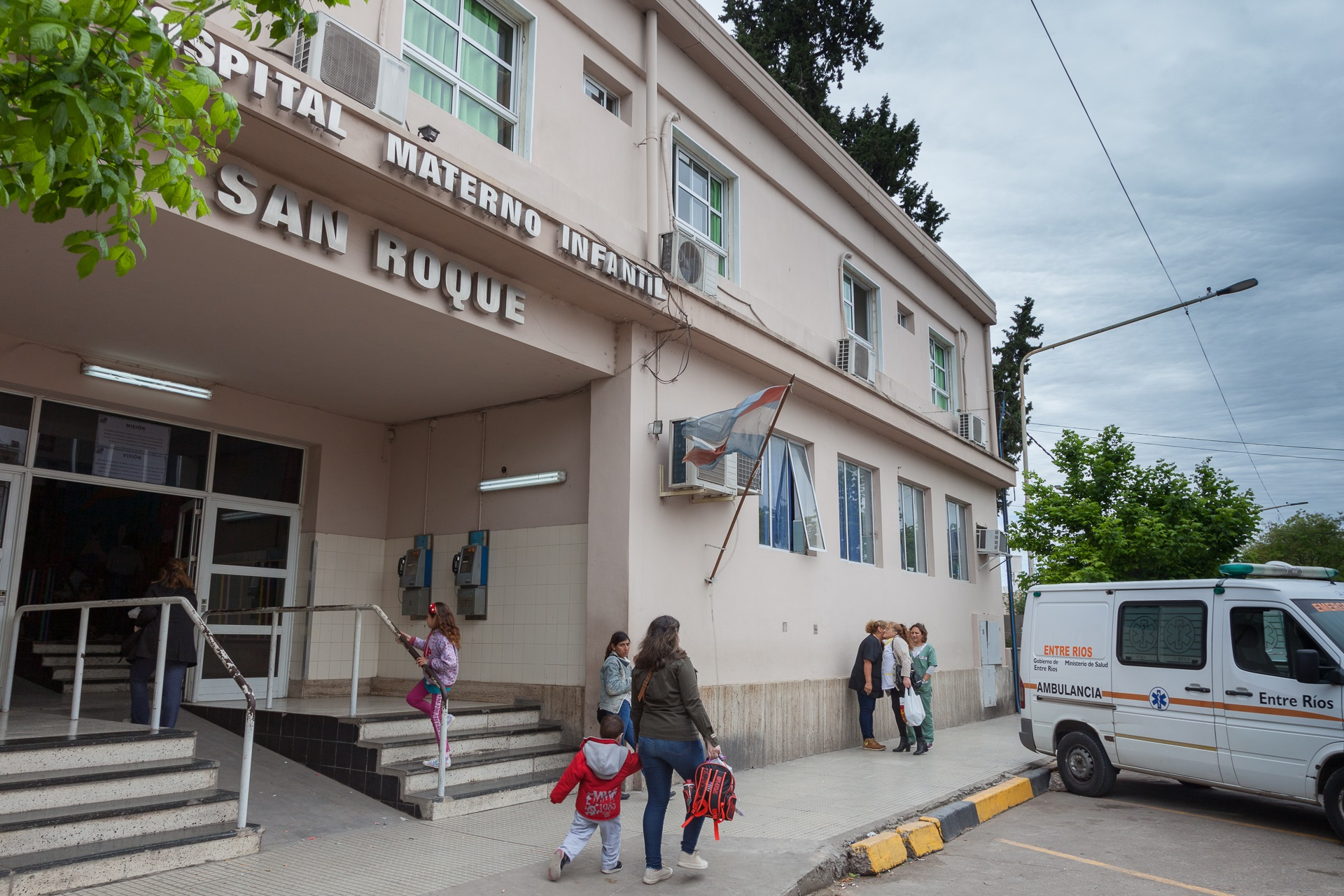
Frente del Hospital Materno Infantil San Roque

- Secretaria técnica: Med. Psi. Alejandra Sirtori
- Directora asociada: Med. Ped. Florencia Seghesso
- Directora asociada: Lic. Paola Córdoba
- Administrador: Cdor. Carlos Vicente Onetto Bengoa

## Directores del Hospital Materno Infantil San Roque[18]
- -Bioingeniero Rodolfo Ramírez (julio 2023-actualidad)
- -Bioingeniero Germán Hirigoyen (octubre de 2020 - julio 2023)
- -Bioquímico Víctor Brondi (enero - octubre 2020)
- -Méd. cirujana Carina Reh (marzo - diciembre 2019)
- -Méd. pediatra Marcelo Itharte (noviembre de 2017 - febrero de 2019)
- -Méd. cirujano Walter Lucchetti (mayo de 2016 - octubre de 2017)
- -Méd. cirujano Víctor Paz (junio de 2014 - febrero de 2016)
- -Méd. ginecólogo Hugo Cati (abril de 2009 - mayo de 2014)
- -Méd. Jorge Berraz (mayo de 2007 - febrero de 2009)
- -Méd. traumatólogo Leonardo Haenggi (marzo de 2006 - mayo de 2007)
- -Méd. Mario Bevilacqua (diciembre de 2003 - marzo de 2006)
- -Méd. cardiólogo Juan Alberto Berduc (diciembre de 1999)
- -Méd. Enrique Antonio Dragone (septiembre de 1997 - diciembre de 1999)
- -Méd. Dante Américo Ayala (diciembre de 1995 - septiembre de 1997)
- -Méd. Jorge Rodolfo Baigorria (1995)
- -Méd. Miguel Domingo Bottero Brollo (octubre de 1993)
- -Méd. Enrique Antonio Dragone (octubre de 1993)
- -Ovidio Rosas Costa (1947)
- -Elizabeth López Meneclier (interinamente)
- -Luis A. Iribarren (1936)
- -Generoso Schiavone (1933-1936)
- -Emilio Icasati (1932-1933)
- -Luis A. Iribarren (1930-1932)
- -Luis A. Varisco (1928 - 1930)
- -Alberto Guzmán  (1926 - 1928)
- -Alberto Sobral (1916 - 1926)
- -Francisco Medus (1912- 1916)

Imágenes del Hospital Materno Infantil San Roque
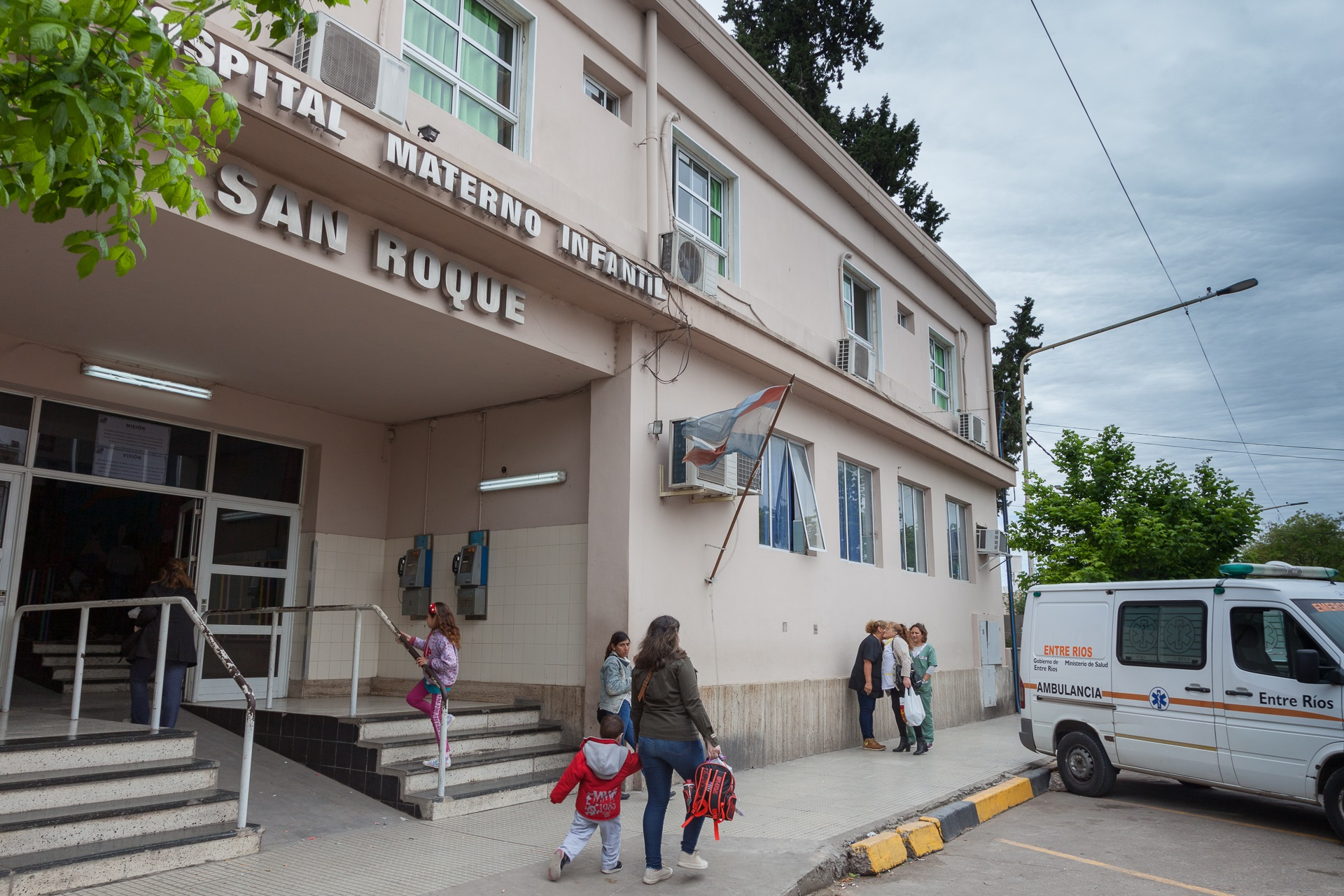
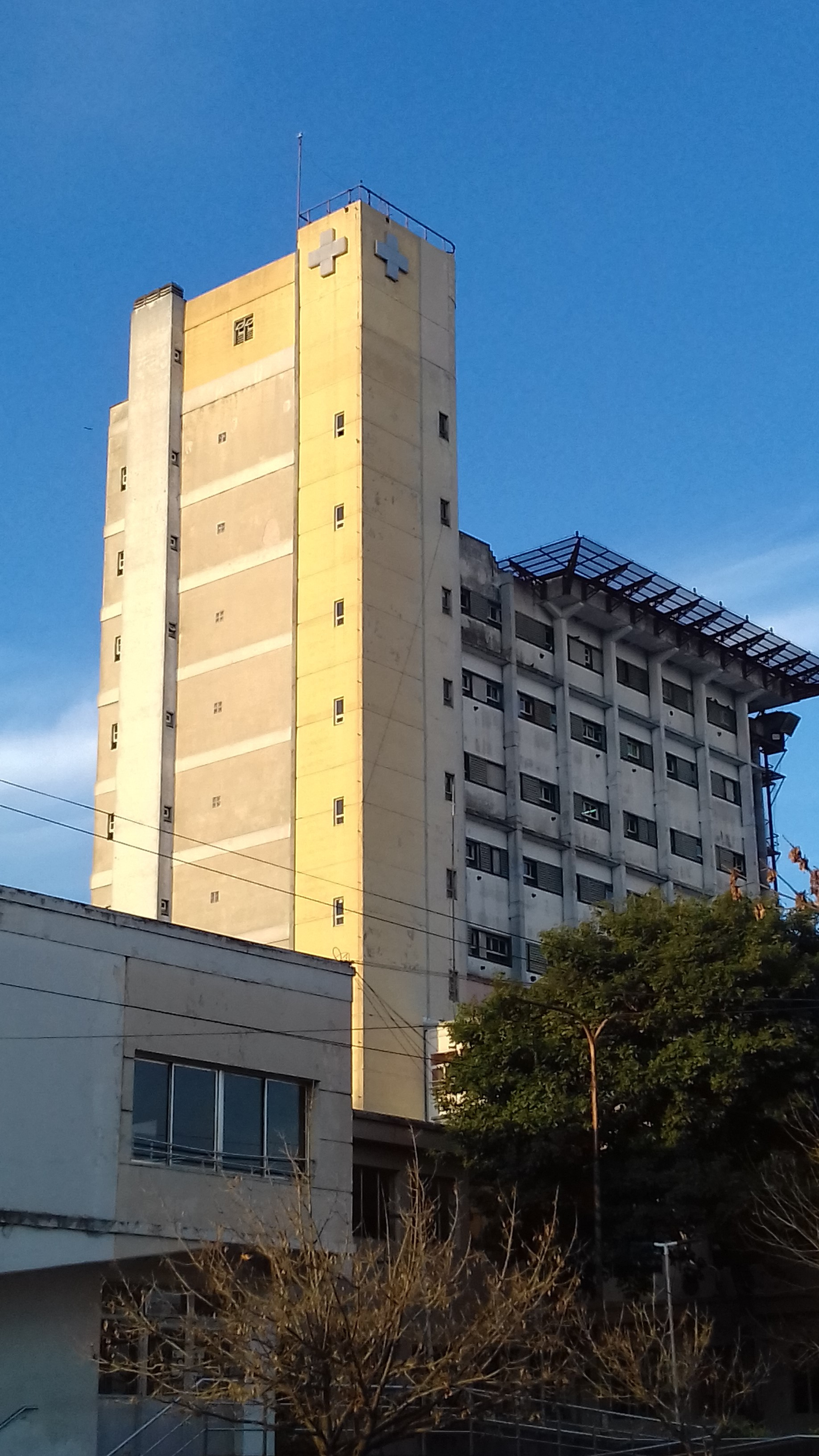
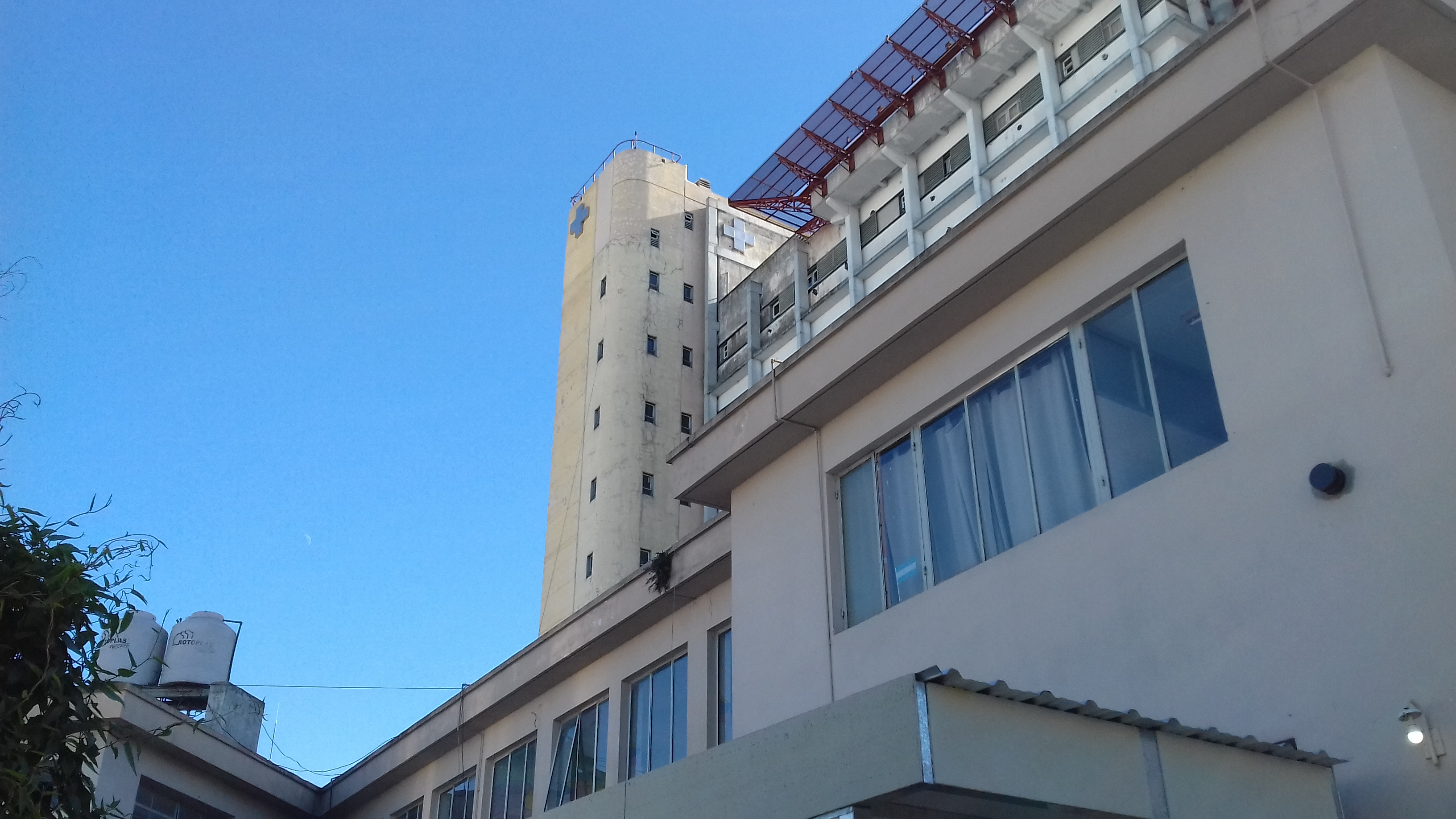

- Archivo:Frente_del_hospital.jpg
- Archivo:Torre_del_hospital.jpg
- Archivo:Torre_del_Hospital_.jpg

## Transporte Urbano
El hospital se encuentra situado en las intersección de calle La Paz y La Rioja. La Paz es una de las principales calles que ingresan directo al centro de la ciudad y recibe gran caudal automovilístico de avenidas como Gral. Francisco Ramírez, Don Bosco y Almirante Brown.
A su vez, varias líneas urbanas e interurbanas pasan por el frente o a 100 mts. del nosocomio (por calles Salta o Colón); éstas paran sobre:
- La Paz, antes de La Rioja

2 - ida
12 - ida (Oro Verde)
15 - ida (Oro Verde)
20 - ida (San Benito)
22E - ida (S. Montrull - C. Avellaneda)
- La Rioja, antes de La Paz

2 - vuelta
3 - vuelta
9 - ida
- Colón, antes de La Rioja (100 mts.)

2 - vuelta
9 - ida
12 - vuelta (Oro Verde)
15 - vuelta (Oro Verde)
16 - ida
20 - vuelta (San Benito)
22E - vuelta (C. Avellaneda - S. Montrull)
- intersección Salta y La Paz (100 mts.)

6 - ida (Oro Verde)
7 - vuelta
11 - vuelta
22 - ida (La Loma - C. Avellaneda)
22 - ida (B° 400 Viv. - C. Avellaneda)
22 - ida (San Benito)
23 - ida